# Sh2-216
Sh2-216 è una nebulosa planetaria visibile nella costellazione di Perseo.
Si individua nella parte più orientale della costellazione, circa 5° ad ovest della brillante Capella; si mostra come un tenue filamento gassoso di difficile osservazione a causa della sua debole luminosità. La sua osservazione richiede strumenti potenti e sensibili e nelle foto a lunga posa emerge appena dal campo stellare di fondo. La sua declinazione è moderatamente settentrionale, pertanto la sua osservazione è notevolmente facilitata per gli osservatori posti a latitudini boreali; a sud dell'equatore invece può essere osservata con facilità solo fino alle regioni temperate inferiori.
Con una distanza di appena 129 parsec (circa 420 anni luce), è la nebulosa planetaria più vicina in assoluto al sistema solare; la grande dispersione dei suoi gas, che la rende anche la più grande planetaria osservabile nella volta celeste, è dovuta alla grande età della nube, stimata attorno ai 600.000 anni. Inizialmente fu catalogata come una regione H II, sebbene non fosse stata individuata la stella responsabile della ionizzazione dei gas; in seguito, tramite studi spettrometrici, fu avanzata l'ipotesi che la nube potesse essere ciò che resta di un'antichissima nebulosa planetaria con una velocità di espansione estremamente ridotta, ipotesi in seguito confermata grazie alla scoperta della stella centrale, una nana bianca catalogata come LSV+46°21, in una posizione decentrata in direzione est. La temperatura superficiale della nana bianca è compresa fra 50.000 e 90.000 kelvin.